# Sendvaris

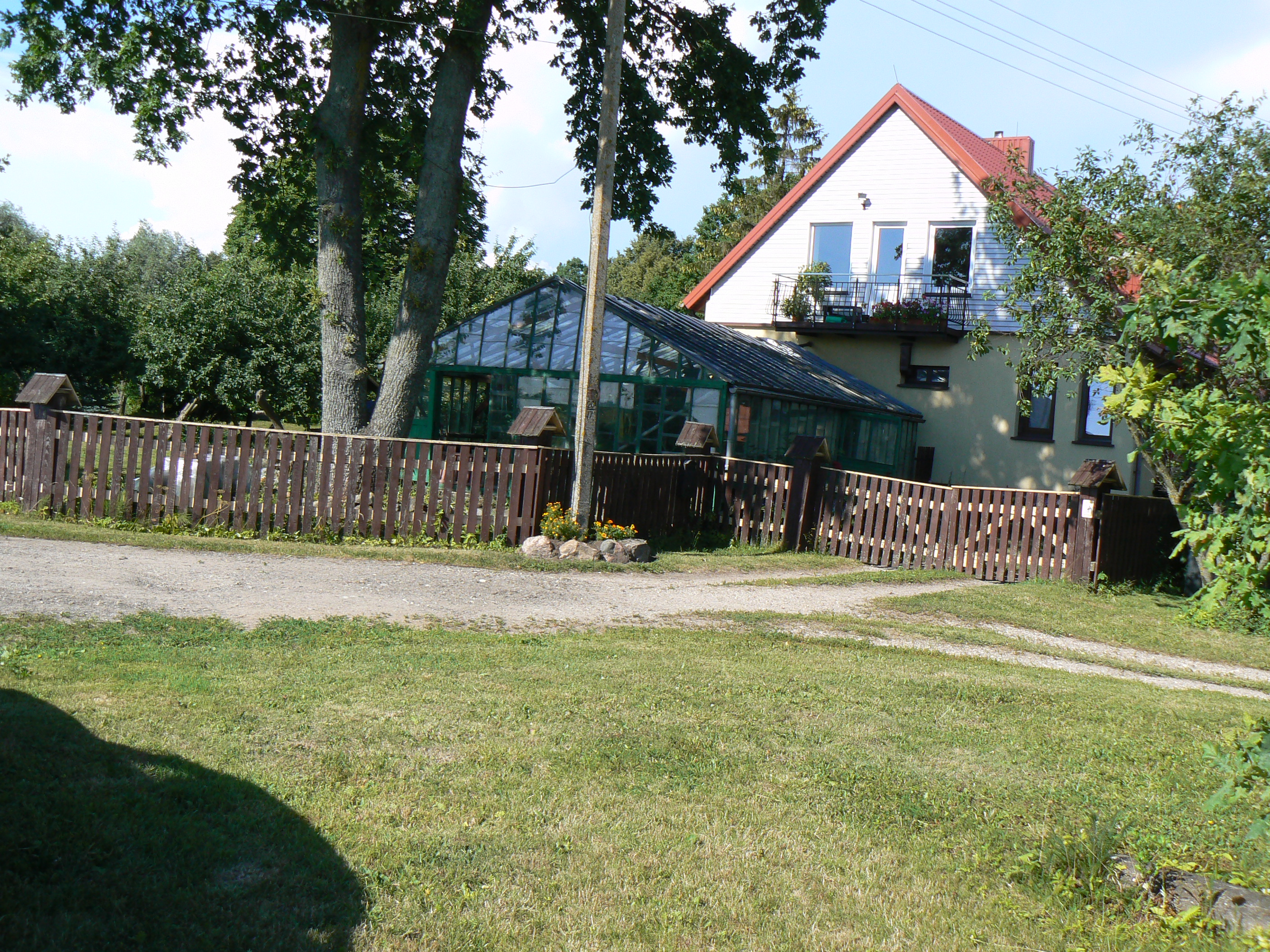
An der Barškių gatvė in Sendvaris

Sendvaris (dt. Althof) ist ein Stadtteil der Hafenstadt Klaipėda in Litauen, etwa zweieinhalb Kilometer westlich vom Stadtzentrum.
Der Ort ist Namensgeber des Amtsbezirks Sendvaris (litauisch Sendvarų seniūnija) in der Rajongemeinde Klaipėda, zu dem er bis 1996 gehörte.

## Geschichte
Seit 1872 gehörte der Gutsbezirk Althof zum Amtsbezirk Barschken im Kreis Memel. Von Mai bis September 1939 gehörte der Ort zur Gemeinde Götzhöfen. Danach bildete der Ort Althof eine eigene Gemeinde. Während der Zugehörigkeit zur
Litauischen Sozialistischen Sowjetrepublik war der Ort Sendvaris Sitz eines Umkreises (lit. apylinkė). Im Jahr 1995 wurde der Ort Sitz eines Amtsbezirks, aus dem er im Jahr 1996 in die Stadt Klaipėda umgemeindet wurde.

### Einwohnerentwicklung
| Jahr | Einwohner |
| ---- | --------- |
| 1910 | 156       |
| 1989 | 036       |

## Amtsbezirk Sendvaris

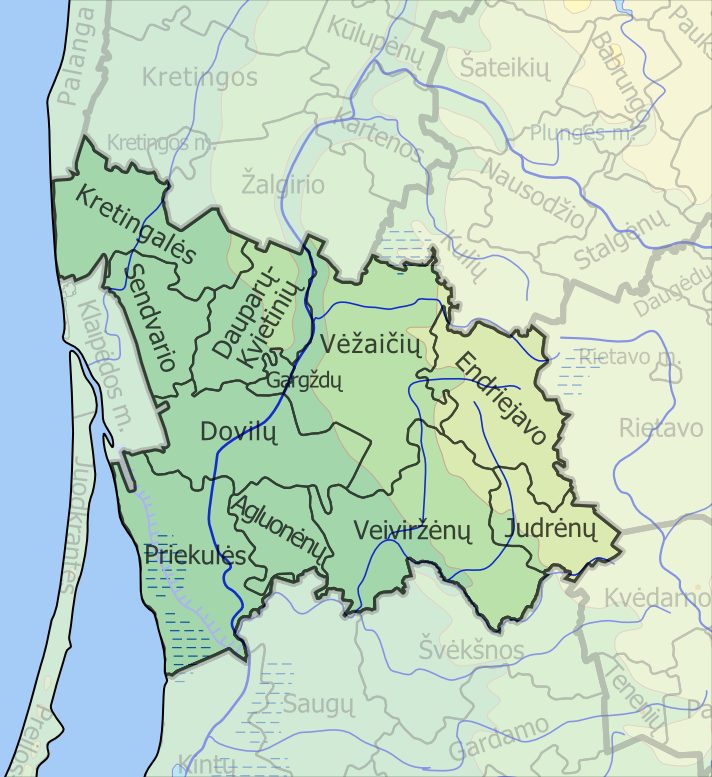
Der Amtsbezirk Sedvaris im Westen der Rajongemeinde Klaipėda

Seit 1995 besteht die Sendvarų seniūnija, die der Rajongemeinde Klaipėda zugeordnet ist. Zum Amtsbezirk gehören 22 Orte, davon 21 Dörfer und ein Einsitz (Klausmyliai) mit insgesamt 5033 Einwohnern (Stand 2011). Sein Verwaltungssitz ist seit 1996 das Dorf Slengiai. Der Amtsbezirk ist in acht Unterbezirke (lit. Seniūnaitija) eingeteilt, die von eins bis acht durchnummeriert sind. Zum Amtsbezirk gehören:
| Ortsname      | deutscher Name | Unterbezirk |  | Ortsname     | deutscher Name   | Unterbezirk |
| ------------- | -------------- | ----------- |  | ------------ | ---------------- | ----------- |
| Aukštkiemiai  | Oberhof        | 2.          |  | Klemiškė II  | zu Klemmenhof    | 4.          |
| Baukštininkai | Baugskorallen  | 6.          |  | Klipščiai    | Petraschen       | 3.          |
| Budrikai      | Birkenhain     | 8.          |  | Leliai       | Löllen           | 7.          |
| Dirvupiai     | zu Mißeiken    | 7.          |  | Martinai     | Martinsdorf      | 4.          |
| Ginduliai     | Krucken-Görge  | 5.          |  | Mazūriškiai  | Matzmasuhren     | 3.          |
| Glaudėnai     | Hohenflur      | 1.          |  | Purmaliai    | Purmallen        | 1.          |
| Gvildžiai     | Gwilden        | 2.          |  | Radailiai    | Raddeilen        | 2.          |
| Jakai         | Jacken         | 8.          |  | Slengiai     | Schlengen-Andres | 4.          |
| Kalnuvėnai    | Gündullen      | 1.          |  | Sudmantai    | Sudmanten-Trusch | 7.          |
| Klausmyliai   | Klausmühlen    | 7.          |  | Trušeliai    | Truschellen      | 3.          |
| Klemiškė I    | Klemmenhof     | 5.          |  | Žemgrindžiai | Birkenwalde      | 6.          |

Im Jahr 1996 wurden die Orte Barškiai, Dauguliai, Paupiai, Sendvaris, Šauliai, Tauralaukis und Virkučiai aus dem Amtsbezirk Sendvaris in die Stadt Klaipėda umgemeindet.